# George P. Shultz
George P. Shultz (n. 13 decembrie 1920, New York City, New York, SUA – d. 6 februarie 2021, Stanford, Comitatul Santa Clara, California, SUA) a fost un politician american, Secretar de Stat al Statelor Unite între anii 1982 și 1989.